# Émile Espérandieu
Pour les articles homonymes, voir Espérandieu.
Émile Espérandieu, né à Saint-Hippolyte-de-Caton (Gard) le 11 octobre 1857 et mort à Avignon le 14 mars 1939, est un militaire, épigraphiste en écritures latines et archéologue français.

## Biographie
Né dans une famille protestante, d'un père autodidacte et adonné aux travaux manuels, Émile Espérandieu a fréquenté l'école communale, puis le collège d'Alès. Élève de Saint-Cyr puis militaire de carrière, il participe en 1880-1881 à la campagne de Tunisie où il séjourne par la suite. Dans ce pays il découvre, lors de ses loisirs, l'épigraphie historique et commence en 1883 à rédiger des communications historiques et archéologiques. À sa nomination comme professeur adjoint à l'école militaire de Saint-Maixent en 1886, il tourne son activité d'épigraphiste vers les inscriptions de la Gaule puis en 1893 inventorie les inscriptions de Corse. En 1899, il devient directeur de la Revue épigraphique.
En 1905 la commission des Musées lui confie l'élaboration et la publication d'un Recueil général des bas-reliefs de la Gaule romaine, entreprise qui devient finalement un ouvrage monumental en neuf volumes, le Recueil général des bas-reliefs, statues et bustes de la Gaule romaine. 
C'est aussi à partir de 1905 qu'il mène des fouilles au mont Auxois, sur le site du siège d'Alésia, où il intervient régulièrement jusque dans les années 1930. 
Nommé chef de bataillon en 1905, il voit cependant sa carrière militaire rapidement entravée par une surdité précoce et est placé hors-cadre en 1910. Cela ne freine pas toutefois sa vocation d’archéologue. Après avoir participé au premier conflit mondial, il retourne aux études historiques et archéologiques. Directeur, coéditeur de revues et conservateur des monuments romains et des musées archéologiques de Nîmes où il se retire en 1918, Émile Espérandieu est élu en 1919 membre de l'Académie des inscriptions et belles-lettres qui lui décerne le deuxième prix Gobert en 1914 et 1915.
En 1929, il publie le catalogue des Inscriptions latines de Gaule narbonnaise (ILGN), qui est une mise à jour du volume XII du Corpus Inscriptionum Latinarum et une synthèse de ses travaux de recherche épigraphique. Dans la controverse archéologique autour de Glozel, il s'est prononcé pour une datation au début du Néolithique.
Membre de l'Académie de Nîmes (dont il est le président de 1932 à 1933), il a aussi appartenu à l'École antique de Nîmes.
De 1908 à 1938, il poursuit l'inventaire et la publication de son œuvre maîtresse, le Recueil général des bas-reliefs, statues  et bustes de la Gaule romaine en onze volumes, soit 7818 notices. L'ouvrage fait référence, au point d'être communément appelé « l'Espérandieu ». Il y ajoute en 1931 aux volumes concernant la Gaule ceux du Recueil général des bas-reliefs statues et bustes de la Germanie romane.
Le 8 septembre 1936 à Alise-Sainte-Reine, il épouse, en secondes noces, Jeanne Mellier dite "de Flandreysy", femme de lettres provençale, et passe ses dernières années chez elle, à Avignon, au palais du Roure. Il publie le onzième tome de son recueil général en 1938, un an avant sa mort.

## Publications (extrait)
- Inscriptions latines de Gaule (Narbonnaise), E. Leroux, Paris, 1929
- Recueil général des bas-reliefs, statues et bustes de la Gaule romaine, Tome 1, ici
- Recueil général des bas-reliefs, statues et bustes de la Gaule romaine, Tome 2, ici
- Recueil général des bas-reliefs de la Gaule romaine, t. 3, Paris, Imprimerie nationale, 1907 (lire en ligne)
- Recueil général des bas-reliefs, statues et bustes de la Gaule romaine, vol. XI, Paris, 1907-1938 ; 2° édition, New-Jersey, 1965-1956
- Musée de Périgueux. Inscriptions antiques, imprimerie de la Dordogne, Périgueux, 1893 (lire en ligne)